# Luc Nefontaine
Luc Nefontaine est un chercheur et enseignant belge né le 5 novembre 1959 à Namur en Belgique, spécialiste en sciences religieuses et maçonnologue, auteur de plusieurs ouvrages sur la franc-maçonnerie. Il est diplômé en sciences religieuses et docteur en philosophie et lettres.

## Biographie
Luc Nefontaine est un collaborateur scientifique (depuis 1994) et chargé de cours (depuis 1996) à l'Université libre de Bruxelles, Institut d'étude des religions et de la laïcité, intitulé Théories et histoire du symbolisme maçonnique. Il a dirigé la  Chaire Théodore Verhaegen consacrée à la maçonnologie. Il fait partie des auteurs dont une grande partie des travaux ont pour sujet la franc-maçonnerie tout en affichant sa non-appartenance à un ordre maçonnique et dont les écrits s'adressent de par leur accessibilité à un public non initié.

## Publications principales
- Luc Nefontaine et Baudouin Decharneux, Le Symbole, PUF, coll. « Que sais-je ? », 1998 (réimpr. 2014) (ISBN 9782130633747, lire en ligne) .
- Luc Nefontaine et Baudouin Decharneux, L'Initiation : Splendeurs et Misères, Labor, coll. « Quartier libre », 2002, 122 p. (ISBN 978-2-8040-1445-2).
- Le Protestantisme et la Franc-maçonnerie : Des chemins qui se rencontrent, Labor et Fides, 2000, 122 p. (ISBN 978-2-8309-0967-8).
- Luc Nefontaine et Jean-Philippe Schreiber, Judaïsme et franc-maçonnerie : histoire d'une fraternité, Albin Michel, 2000, 288 p. (ISBN 978-2-226-11737-3, présentation en ligne).
- Église et Franc-maçonnerie, Chalet, coll. « Spiritualité », 1995, 155 p. (ISBN 978-2-7023-0436-5)
- La Franc-maçonnerie : Une fraternité révélée, Gallimard, coll. « Découvertes Gallimard / Culture et société » (no 211), 1994 (réimpr. 2014), 160 p. (ISBN 978-2-07-034917-3), (traduit en japonais et en roumain).
- L'Opus Dei, Cerf, 1993, 118 p. (ISBN 978-2-204-04859-0).